# Marcos Roberto Silveira Reis
Marcos Roberto Silveira Reis (Oriente, 4 de agosto de 1973), conhecido apenas como Marcos, é um ex-futebolista brasileiro que atuava como goleiro. Chamado de "São Marcos" devido às suas defesas consideradas "milagrosas", é considerado um dos maiores ídolos da história do Palmeiras e um dos maiores goleiros da história do futebol brasileiro. É conhecido também por ter sido decisivo em cobranças de pênaltis; com ao menos trinta defesas ao longo de sua carreira, detém o recorde de arqueiro com mais defesas em cobranças de pênaltis na história da Libertadores, com onze. Transcendendo sua forte identificação com o Palmeiras, conquistou a simpatia e a admiração de torcedores de times rivais no Brasil.
Marcos iniciou a sua carreira jogando pelas categorias de base do Lençoense até 1992, quando transferiu-se para o Palmeiras e tornou-se atleta profissional. O goleiro então passou a sua carreira toda como atleta do Palmeiras, ostentando a camisa alviverde até 2011. Inicialmente parte da reserva da equipe, virou titular definitivo em 1999, após lesão de seu antecessor, Velloso. Entre os títulos conquistados pelo clube, o mais importante foi a vitória da Libertadores da América de 1999, torneio que protagonizou e em que foi eleito o melhor jogador. Convivendo com muitas lesões ao longo de sua carreira, anunciou sua aposentadoria em janeiro de 2012, aos 38 anos de idade. Durante seu período no alviverde, Marcos participou de 533 jogos, tornando-se o sétimo jogador com mais partidas disputadas pelo clube.
Jogando pela Seleção Brasileira, atuou em 29 jogos. Foi convocado pela primeira vez em 1996, mas tornou-se o titular da equipe apenas em 2001, quando Luiz Felipe Scolari assumiu o posto de técnico da Seleção. Viveu seu auge na Copa do Mundo FIFA de 2002, ajudando a equipe a conquistar seu quinto título mundial; Marcos participou de todos os sete jogos do Brasil no torneio, sem ser substituído. Também com a camisa da agremiação nacional, conquistou a Copa América de 1999 e a Copa das Confederações FIFA de 2005, embora como reserva.
Na sua vida fora dos gramados, Marcos é casado com a atriz Sônia Almeida e tem três filhos. Em 2011, abriu a Clínica São Marcos, centro de fisioterapia voltado para recuperação de atletas com dificuldades financeiras. Em 2017, lançou sua própria marca de cerveja, a Cerveja 12. Assumidamente palmeirense, o ex-goleiro é conhecido por aparecer na mídia em eliminações e derrotas do Palmeiras, e por provocar os rivais, seja quando estes perdem ou quando o Palmeiras vence.

## Infância e juventude
Marcos Roberto Silveira Reis nasceu em Oriente, cidade localizada no interior do São Paulo, a 450 km da capital, no dia 4 de agosto de 1973. Filho de Ladislau Silveira Reis (falecido em 2008), agricultor, e Antônia Reis (falecida em 2020), é o caçula de seis crianças, três filhos e duas filhas. Antes de se profissionalizar como futebolista, trabalhou por pouco tempo na plantação de café do pai, depois em um almoxarifado de uma oficina, em uma fábrica de móveis e em uma usina de açúcar. Não permaneceu por muito tempo em nenhum desses cargos.
Seu primeiro contato com o futebol veio jogando com os seus irmãos Ladislau e Sergio (os mais velhos dos filhos) e amigos; por ser considerado ruim como jogador de linha, a contragosto viu-se forçado a jogar como goleiro. O primeiro time em que jogou foi o Erva Doce Futebol Clube, onde atuou como atacante. O treinador do time logo reparou que Marcos não era efetivo como jogador de linha, e o colocou no gol por conta de sua grande estatura. Marcos então juntou-se ao time de uma serraria, em que os irmãos mais velhos jogavam; destacou-se e transferiu-se para o Primavera FC, time da cidade que era patrocinado pelo supermercado local e que disputava competições regionais. Em 1991, após boas atuações pelo Primavera em um torneio, foi convidado pelo olheiro Antônio de Novaes, o Neno, para jogar pelas categorias de base do Lençoense, time do município de Lençóis Paulista.

## Carreira

### Lençoense e Corinthians

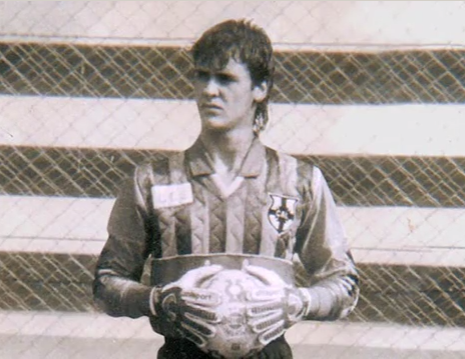
Marcos, no início da carreira, nas categorias de base do Lençoense

Inicialmente contratado para ser o quarto reserva do Lençoense, Marcos chegou à titularidade graças ao seu bom desempenho. Jogando pelo Campeonato Paulista sub-20, o Lençoense foi vice-campeão, mas o goleiro chamou a atenção e foi convidado por Jorge Parraga, então olheiro do Corinthians, para fazer testes pela equipe sub-20 do Parque São Jorge. No fim de 1991, foi selecionado pelo alvinegro mas diversos fatores contribuíram para que não permanecesse em São Paulo e retornasse a Oriente apenas dois meses depois: o fato de se mudar para uma cidade grande como a metrópole paulista, saudades de sua terra natal, não gozar de prestígio no time (sendo apenas o terceiro goleiro) e não conseguir jogar a Copa São Paulo de Futebol Júnior de 1992 devido a problemas em sua documentação.

### Palmeiras
Raul Pratalli, na época treinador da equipe sub-20 do Palmeiras, estava à procura de jogadores para reformular seu elenco. Neno, amigo do treinador, indicou seis jogadores do Lençoense; entre eles, Marcos. Todos foram aprovados e contratados, mas, eventualmente, apenas o arqueiro permaneceu na equipe alviverde. Aos dezoito anos, estreou no time principal do Palmeiras; foi no dia 16 de maio de 1992, em um amistoso contra a Esportiva Guaratinguetá, vencido por seu time por 4–0. Depois desse jogo, Marcos então retornou ao sub-20, onde ajudou a equipe a vencer o Campeonato Paulista de Juniores, em julho. Voltou a atuar pela equipe principal apenas em 1996, quando já era o reserva imediato de Velloso, o goleiro titular. Em uma das partidas disputadas, em 19 de maio, contra o Botafogo-SP, pelo Campeonato Paulista, começou como titular, já que Velloso estava suspenso. Nela, o Palmeiras venceu por 4–0 e o arqueiro defendeu um pênalti no segundo tempo. Em novembro, durante um treinamento pelo Palmeiras, Marcos quebrou o tornozelo e teve que ficar sete meses fora de campo; voltou apenas em 1997, já com o Palmeiras sob o comando de Luiz Felipe Scolari. Entre 1997 e 1998, continuou como reserva, jogando apenas quando Velloso não podia jogar, seja por lesões ou suspensões.
Em março de 1999, às vésperas da quinta rodada da fase de grupos da Copa Libertadores da América, contra o Corinthians, Velloso contundiu-se em um treino e recebeu a notícia de que ficaria afastado por seis semanas. Marcos então foi escalado como titular para o jogo; o alvinegro venceu por 2–1. O Palmeiras avançou na competição com o arqueiro como titular, passando pelo Vasco da Gama nas oitavas de final. As partidas que solidificaram a titularidade de Marcos na meta palmeirense vieram nas quartas de final, novamente contra o arquirrival Corinthians. Na partida de ida, em 5 de maio, o Palmeiras venceu por 2–0, mas o goleiro foi o nome do jogo, realizando várias defesas e garantindo que o Palmeiras saísse do jogo sem sofrer gols. Uma semana depois, na partida de volta, os alvinegros venceram pelo mesmo placar e a partida foi para os pênaltis; o Palmeiras se classificou para as semifinais ao vencer por 4–2, com Marcos defendendo o pênalti do volante corintiano Vampeta. Graças às boas atuações contra o rival, recebeu a alcunha de "São Marcos". Nas semifinais, o Palmeiras pegou o River Plate; o primeiro jogo foi na Argentina, onde o Palmeiras perdeu por 1–0. Entretanto, Marcos evitou um placar mais largo com várias defesas ao longo do jogo. O Palmeiras venceu por 3–0 no jogo de volta e se classificou para a final, onde pegou o Deportivo Cali e sagrou-se campeão nos pênaltis. Ao final da competição, foi eleito o melhor jogador da Libertadores e a revelação do torneio continental. Com o ex-titular Velloso sendo transferido para o Atlético Mineiro, Marcos foi confirmado como o primeiro goleiro do Palmeiras. Em novembro, jogando pelo Copa Intercontinental, em partida única contra o Manchester United, da Inglaterra, Marcos não alcançou a bola em um cruzamento que resultou em gol para a equipe inglesa na metade do primeiro tempo. O Palmeiras não conseguiu empatar o jogo, e ficou com o vice-campeonato.

Marcos, defendendo o pênalti de Marcelinho Carioca e classificando o Palmeiras para a final da Libertadores de 2000

Já pela temporada de 2000, apesar de um interesse do Vasco da Gama, o arqueiro permaneceu na equipe paulista e foi o titular na campanha do Torneio Rio-São Paulo, onde o Palmeiras foi campeão, em março. Pela Libertadores, o Palmeiras avançou para a fase eliminatória e eliminou o Peñarol nas quartas de final nos pênaltis por 3–2, onde Marcos defendeu duas cobranças. Nas semifinais, novamente o Corinthians estava pelo caminho, novamente a classificação foi resolvida nas penalidades máximas, e novamente Marcos foi destaque, defendendo a última cobrança, feita por Marcelinho Carioca e garantindo a classificação do Palmeiras para mais uma final de Libertadores. Em 2001, novamente brilhou na Libertadores, desta vez na partida de volta das quartas de final, contra o Cruzeiro. Após os dois jogos terem terminado empatados, a vaga foi decidida nos pênaltis. Marcos defendeu três cobranças adversárias e classificou a equipe paulista, que venceu por 4–3.
Em 2002, após a Copa do Mundo, o Palmeiras acabou rebaixado para a Série B no Campeonato Brasileiro daquele ano. Marcos foi titular em todos os jogos do alviverde na campanha, exceto nos últimos cinco, devido a uma lesão na coxa. No início da temporada seguinte, em 2003, o goleiro recebeu uma proposta do Arsenal, da Inglaterra. O Palmeiras, necessitando de dinheiro na época, receberia quatro milhões de dólares (cerca de doze milhões de reais, na época, e cerca de quarenta milhões de reais em valores corrigidos para 2024) pela transferência. Marcos chegou a embarcar para Londres, mas, embora a oferta tenha sido vantajosa financeiramente, a paixão por sua família, pelo Palmeiras e pelo país o fizeram permanecer no Brasil. Durante a temporada, jogando o Campeonato Brasileiro da Série B, foi um dos pilares do time que conseguiu o acesso de volta para a Série A, confirmada no final do ano, em novembro; o goleiro foi eleito o melhor jogador da competição.
Em maio de 2004, em um treino da Seleção Brasileira, lesionou o punho esquerdo, ficando fora por oito meses e perdendo o resto da temporada. Na temporada seguinte, em 12 de agosto de 2005, Marcos, que estava em fim de contrato, mais uma vez recebeu uma proposta para sair do Palmeiras; de acordo com o jornal Folha de S.Paulo, que obteve o documento da proposta, não era citado o time que o arqueiro defenderia, mas relatos de pessoas próximas apontavam que ele iria para o Porto, de Portugal, assinando um contrato de três anos. Entretanto, duas semanas depois, no dia 26 de agosto, o goleiro encerrou as conversas ao saber nos bastidores que era uma manobra para levá-lo ao Corinthians no meio do ano seguinte; o goleiro percebeu que a negociação não teria uma boa repercussão devido à rivalidade dos dois times e à identificação que possuía com o Palmeiras. No mesmo dia, foi anunciada a renovação do seu contrato, até o final de 2009.
Entre 2006 e 2007, Marcos pouco jogou, já que sofreu lesões graves durante as temporadas. Voltou a ter sequência no time titular do Palmeiras apenas no início da temporada de 2008, com a chegada do técnico Vanderlei Luxemburgo. Sua primeira partida foi na derrota por 0–3 contra o Guaratinguetá pela sétima rodada do Campeonato Paulista, em fevereiro. Em maio, sagrou-se campeão do torneio, quando o Palmeiras derrotou a Ponte Preta na final. Completou quatrocentas partidas com a camisa do Palmeiras em setembro, em vitória por 2–0 contra o Vasco da Gama, jogando pelo Campeonato Brasileiro. Em novembro, após o fim desse torneio, Marcos foi eleito pela CBF como o terceiro melhor goleiro da competição. Semanas depois, foi eleito pela IFFHS como o terceiro jogador mais popular do mundo.
Já pela temporada de 2009, em maio, Marcos foi, mais uma vez, protagonista em uma disputa de pênaltis pela Libertadores. Os palestrinos jogavam contra o Sport, em Recife, pela partida de volta das oitavas de final. O arqueiro fez várias intervenções ao longo da partida, que foi para os pênaltis; Marcos então defendeu três cobranças adversárias, ajudando o Palmeiras a vencer por 3–1 e se classificar para as quartas de final. No fim do mesmo mês, o recém-eleito presidente do Palmeiras, Luiz Gonzaga Belluzzo, assegurou a renovação do contrato do arqueiro, que estava perto do fim, por mais duas temporadas, e com opção para permanecer mais três na comissão técnica do clube. Pelo Campeonato Brasileiro, foi eleito o segundo melhor goleiro do campeonato, prêmio concedido pela CBF.

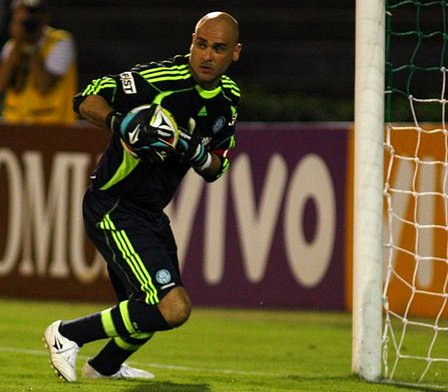
Marcos, atuando pelo Palmeiras, em 2010

Pela temporada de 2010, em março, num clássico disputado contra o Santos, Marcos entrou em campo com a camisa do Palmeiras pela 483ª vez. Tornou-se assim o segundo goleiro a disputar mais partidas pela equipe alviverde em toda a história, ficando atrás apenas de Emerson Leão, que disputou 617. Em julho, na festa de despedida do Palestra Itália para construção do Allianz Parque, foi homenageado com uma placa comemorativa, antes de um amistoso contra o Boca Juniors, da Argentina, por ser o jogador que mais atuou em toda a história do antigo estádio, com 211 partidas disputadas. Em 19 de agosto, em jogo contra o Vitória pela Copa Sul-Americana, no Estádio do Pacaembu, alcançou a marca de quinhentos jogos realizados pelo Palmeiras.
Jogando pelo Palmeiras em 2011, Marcos percebeu que não conseguia mais entrar na forma ideal de outrora. Revezando com Deola no gol, fez suas últimas partidas ao longo do ano, todas pelo Campeonato Brasileiro: sua última vitória foi contra o Corinthians, em agosto, em Presidente Prudente; o Palmeiras venceu por 2–1. Seu último jogo em casa foi em 11 de setembro, no Pacaembu, contra o Internacional, onde o Palmeiras perdeu por 0–3. Finalmente, seu último jogo oficial como atleta profissional foi uma semana depois, contra o Avaí, na Ressacada; o jogo terminou empatado em 1–1.

### Aposentadoria

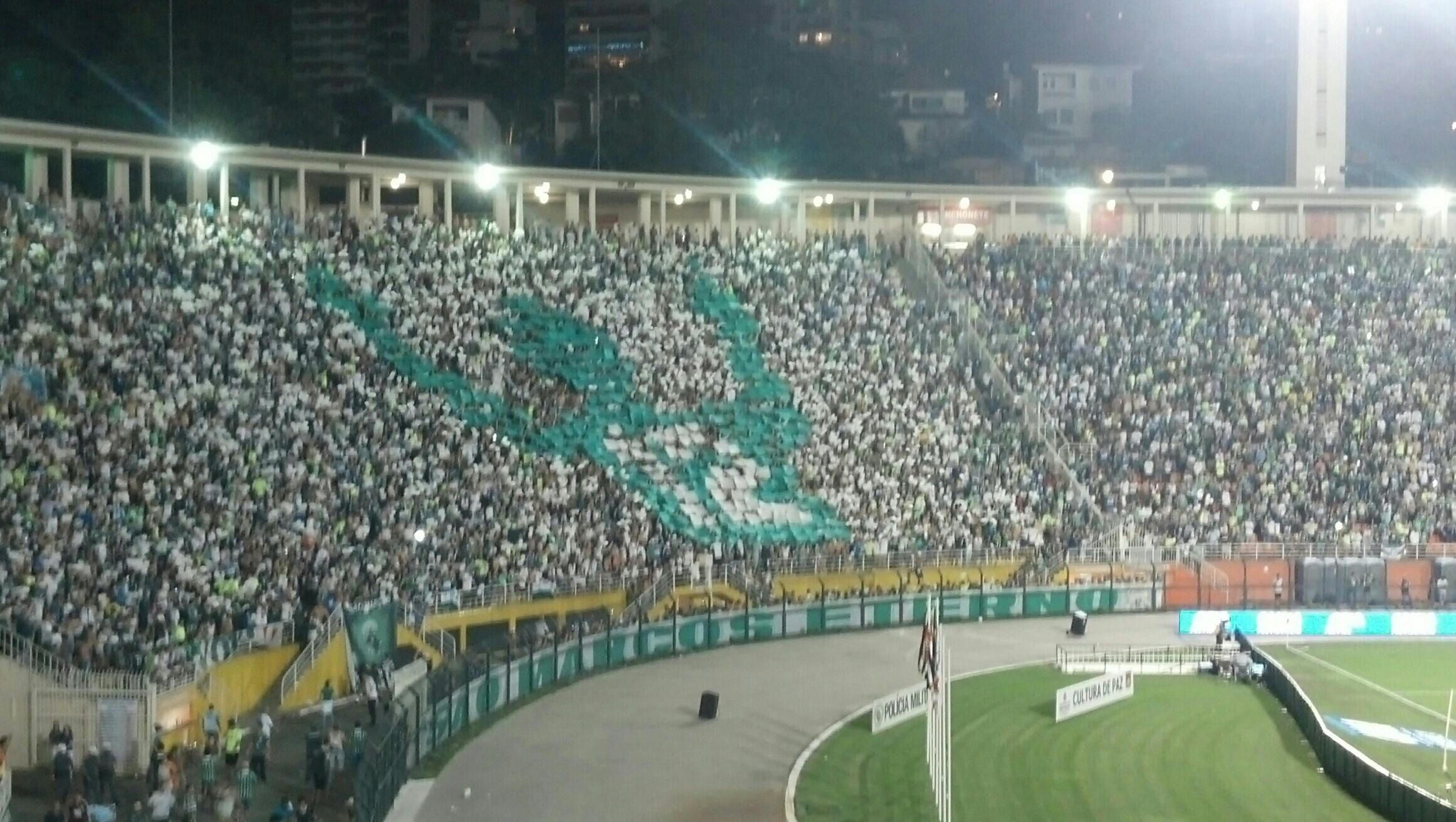
Mosaico da torcida em homenagem a Marcos, na sua partida de despedida

Levando suas limitações físicas em consideração, além da falta de títulos do Palmeiras nos últimos anos que jogou, e a dificuldade da gerência do clube em montar elencos fortes, Marcos anunciou, aos 38 anos de idade, sua aposentadoria do futebol na reapresentação do elenco para a temporada 2012, em 4 de janeiro, após reunião com a diretoria. De imediato, jornalistas, esportistas e clubes comentaram sobre a decisão, parabenizando-o pela vitoriosa carreira e desejando sorte.
Em 14 de janeiro, uma legião de mais de cinco mil palmeirenses formou uma passeata chamada pela torcida de "Procissão para beatificação do Santo-Goleiro" que iria do Estádio Palestra Itália até o estádio municipal do Pacaembu, onde aconteceria um amistoso do Palmeiras contra o Ajax, da Holanda. O jogo terminou 1–0 para o Palmeiras, com direito a muitas homenagens ao goleiro. Despediu-se oficialmente dos gramados no fim do ano, em 11 de dezembro, num amistoso festivo entre Seleção Brasileira da Copa de 2002 e o Palmeiras campeão da Libertadores de 1999, no Estádio do Pacaembu. Quarenta mil pessoas foram ao estádio acompanhar a partida, que terminou com o placar de 2–2, com Marcos abrindo o placar numa cobrança de pênalti. À zero hora do dia 12 de dezembro de 2012, em homenagem a camisa 12 usada por ele durante sua carreira, os refletores do Pacaembu se apagaram, e Marcos discursou no centro do gramado, agradecendo à família, à torcida e aos companheiros de trabalho. Após o discurso, deu uma volta olímpica com os filhos no estádio em um carrinho da maca, dando fim à cerimônia.

## Seleção Nacional

### Início
Entre 1992 e 1993, Marcos representou a Seleção Brasileira Sub-20. Em 1993, foi cortado da lista final para a Copa do Mundo FIFA Sub-20 daquele ano; revoltado, comunicou ao então técnico Júlio César Leal que não queria mais ser chamado, e que só representaria a seleção brasileira pelo time principal. E a primeira convocação ocorreu três anos depois, em 1996, para um amistoso com a Lituânia, com Zagallo no comando; entretanto, Marcos não chegou a jogar. Em 1999, fez parte do grupo convocado para a Copa América (no lugar de Carlos Germano, lesionado), onde o Brasil foi campeão, e da Copa das Confederações FIFA. Marcos teve que esperar até o fim do ano para estrear pela seleção canarinha: foi em um amistoso contra a Espanha, em novembro, que terminou sem gols. Entretanto, não teve uma sequência na meta, já que o então técnico da seleção, Vanderlei Luxemburgo, seguia com a preferência em Dida. Em 2001, com a chegada do técnico Luiz Felipe Scolari, que havia trabalhado com o goleiro no Palmeiras, tornou-se titular da Seleção Brasileira. Foi titular das últimas seis partidas do Brasil nas eliminatórias, e disputou a Copa América de 2001, realizada na Colômbia, onde o Brasil caiu nas quartas de final, ao ser eliminado por Honduras ao perder por 0–2.

### Copa do Mundo de 2002

Marcos, comemorando o título da Copa do Mundo de 2002

Foi o goleiro titular da Seleção Brasileira campeã da Copa do Mundo FIFA de 2002, realizada no Japão e na Coreia do Sul, sendo o único jogador da seleção a jogar todos os minutos do Brasil no torneio, sem ser substituído. Em sete jogos disputados, Marcos sofreu apenas quatro gols. Teve destaque na partida contra a Bélgica nas oitavas de final, quando realizou várias defesas ao longo da partida e ajudou o Brasil a vencer por 2–0. Na final, sagrou-se campeão ao manter a meta brasileira sem levar gols, e o Brasil vencer a Alemanha por 2–0. No mesmo ano, foi eleito o terceiro melhor goleiro da Copa, ficando atrás de Oliver Kahn (então vice-campeão do mundo) e Rüştü Reçber (goleiro da Turquia, terceira colocada do mundial de 2002) e o quarto melhor goleiro do mundo pela IFFHS.

### Pós-Copa
Depois de se sagrar campeão mundial, Scolari saiu da Seleção Brasileira, que foi assumida por Carlos Alberto Parreira; o novo treinador promoveu Dida para o time titular, relegando Marcos à reserva. O palmeirense atuou apenas quatro vezes pela Seleção sob o comando de Parreira; mesmo assim, foi convocado para a Copa das Confederações FIFA de 2005, na Alemanha, onde o Brasil se sagrou campeão. Mantido como reserva de Dida, o goleiro palmeirense disputou apenas uma partida na vitoriosa campanha: foi na primeira fase, no empate por 2–2 com o Japão. Esta acabou sendo a última apresentação de Marcos com a Seleção Brasileira, já que não foi convocado para a Copa do Mundo FIFA de 2006, e acabou não sendo mais chamado desde então. Realizou, no total, 29 jogos pela Seleção, levando 24 gols. Em 2014, o goleiro comentou que suas lesões foram o fator de terem impedido sua presença em mais Copas do Mundo.

## Pós-aposentadoria

### Legado

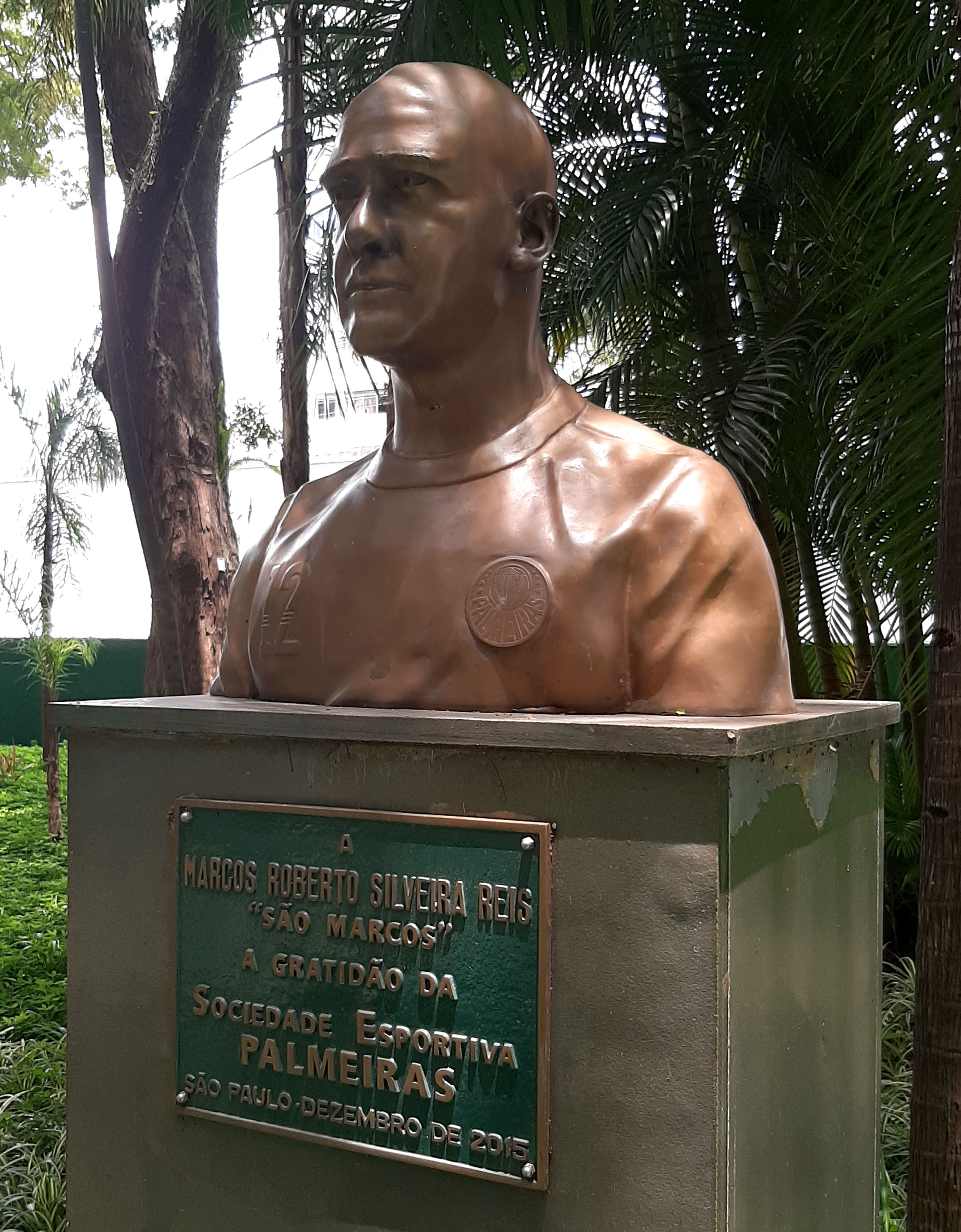
Busto em homenagem ao goleiro, inaugurado em 2015

Marcos é considerado um dos melhores e mais vencedores goleiros da história do Palmeiras e do futebol brasileiro. É o sétimo jogador com mais partidas disputadas na história do clube, com 533, e o segundo goleiro com mais aparições, apenas atrás de Emerson Leão. Também é conhecido por ter sido especialista em defesas de cobranças de pênaltis; em toda sua carreira, defendeu 36 (dezenove no tempo normal de jogo e dezessete em disputa por pênaltis). É o goleiro com mais defesas de pênalti na história da Libertadores, com onze. Foi o jogador com mais vitórias com o Palmeiras na Libertadores, com 27, e em partidas gerais no século XXI, com 182, até ser superado por Weverton e Dudu, respectivamente, em 2021. Pelo seu jeito extrovertido e bem-humorado, o ex-goleiro é respeitado e admirado, além da própria torcida palmeirense, também pelas torcidas rivais.

### Palmeiras
Poucos meses depois do anúncio de sua aposentadoria como goleiro, iniciou uma nova fase profissional, sem, entretanto, deixar o Palmeiras. Depois de fechar um contrato de marketing com o clube, ele foi nomeado embaixador. A função do ex-goleiro, por meio de seu carisma com a torcida, seria a de cultivar os antigos fãs da equipe e conquistar novos torcedores nas diversas viagens que a equipe faria aos locais onde os jogos do Palmeiras seriam disputados. Em 2017, entretanto, foi noticiado que o goleiro não exercia o cargo desde março de 2015. Em março de 2022, Marcos anunciou sua despedida como embaixador do Allianz Parque, após o término do seu contrato com a construtora WTorre.
Em 12 de dezembro de 2015, Marcos recebeu uma homenagem do Palmeiras, após o clube inaugurar um busto de bronze em homenagem ao ex-goleiro. Foi o quinto jogador a receber essa honraria pelo clube, após Oberdan Cattani, Ademir da Guia, Junqueira, e Waldemar Fiume.

### Filme
Em novembro de 2013, foi lançado oficialmente o documentário Santo Marcos, que conta a história do ídolo do Palmeiras. Com duração de aproximadamente 72 minutos, o filme foi realizado pela produtora Contém Conteúdo e contou com a direção de Thiago Di Fiore, Fábio Di Fiore e Adolfo Rosenthal. Além de imagens históricas de sua carreira, o documentário traz mais de cinquenta entrevistas e depoimentos de vários personagens ligados ao futebol e ao ex-goleiro, como Ronaldo, Cafu, Marcelinho Carioca, Romário e Neymar, além de alguns dos maiores ídolos da história do Palmeiras, como Oberdan Cattani e Ademir da Guia, e profissionais da imprensa esportiva que acompanharam de perto a carreira do ex-atleta.

### Empresariado
Ainda como jogador, em setembro de 2011, Marcos abriu a Clínica São Marcos, um centro de fisioterapia em São Paulo, voltado para recuperação de atletas com dificuldades financeiras. O projeto da clínica teve a supervisão dos irmãos José e Luiz Rosan, dois dos responsáveis do departamento de fisioterapia do Palmeiras e do São Paulo. A clínica foi inaugurada oficialmente em outubro do mesmo ano. Em outubro de 2017, o goleiro lançou a Cerveja 12, sua própria marca de cerveja.

## Vida pessoal

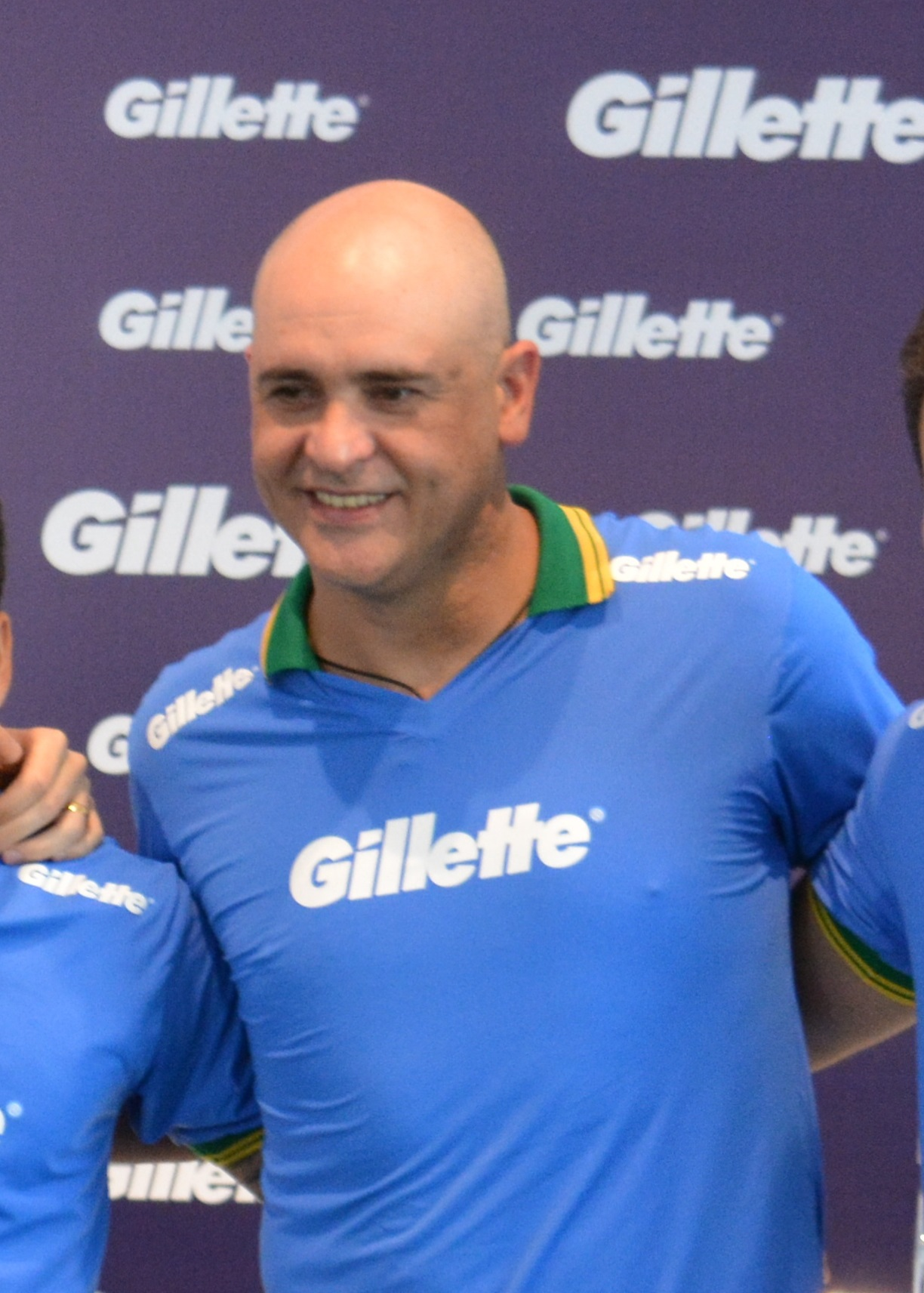
Marcos, em evento, em 2014

Marcos é casado com Sônia Almeida, atriz que teve passagem pelo programa A Praça é Nossa, do SBT, com quem tem dois filhos: Anna Júlia, nascida em 2003, e Marcos Vinícius, nascido em 2012. Também é pai de Luca, nascido em 1999, fruto de um relacionamento anterior.
Seu pai, Ladislau Reis, faleceu em novembro de 2008, aos 73 anos, vítima de um infarto. Na época, o goleiro foi liberado da partida contra o Santos, pelo Campeonato Brasileiro, onde houve um minuto de silêncio em homenagem ao pai do goleiro. Sua mãe, Antônia Reis, faleceu em novembro de 2020, aos 83 anos, após complicações devido a uma fratura no fêmur. Em setembro de 2021, o goleiro publicou uma carta no The Players' Tribune, intitulada "Amor de Mãe", onde conta sobre o relacionamento com os pais durante a carreira.
Marcos é católico e atribui muito do seu sucesso no futebol à sua fé e as orações que fazia com a mãe, antes dos jogos do Palmeiras. Na disputa de pênaltis contra o Corinthians, pela Libertadores de 1999, usou um escapulário abençoado pelo padre Pedro Bauer da Cunha, que costumava fazer parte das concentrações da equipe. Na maioria dos seus pênaltis defendidos, o goleiro ajoelhava-se e erguia os dedos indicadores para o céu após a defesa, gesto o qual o goleiro ficou conhecido.
Em 20 de julho de 2017, passou por uma cirurgia cardíaca para corrigir uma disfunção. A cirurgia ocorreu com sucesso, e o ex-atleta recebeu alta uma semana depois.
Assumidamente palmeirense, o goleiro também é conhecido por dar entrevistas e tecer comentários polêmicos, tanto na época como jogador e até depois de ter se aposentado, sobretudo em eliminações e derrotas do Palmeiras (e algumas da Seleção Brasileira), e por provocar os rivais, quando estes perdem, ou quando o Palmeiras vence.
O ex-goleiro é um ávido apoiador do político Jair Bolsonaro. Em janeiro de 2022, em postagem no Instagram, Marcos questionou sobre a segurança da vacinação contra a COVID-19 realizada em crianças.
Em junho de 2025, Marcos foi contratado pela emissora CazéTV para trabalhar como comentarista dos jogos do Palmeiras durante o Mundial de Clubes FIFA. Um mês depois, em julho, foi contratado pela Amazon Prime Video para comentar os confrontos entre Palmeiras e Corinthians, pelas oitavas de final da Copa do Brasil.

## Estatísticas

### Clube
| Clube     | Ano   | Campeonato Brasileiro | Campeonato Brasileiro | Copa do Brasil | Copa do Brasil | Competições internacionais | Competições internacionais | Outros torneios | Outros torneios | Total | Total   | Ref. |
| Clube     | Ano   | Jogos                 | Gols                  | Jogos          | Gols           | Jogos                      | Gols                       | Jogos           | Gols            | Jogos | Gols    | Ref. |
| --------- | ----- | --------------------- | --------------------- | -------------- | -------------- | -------------------------- | -------------------------- | --------------- | --------------- | ----- | ------- | ---- |
| Palmeiras |       |                       |                       |                |                |                            |                            |                 |                 |       |         |      |
| 1992      | –     | –                     | –                     | –              | –              | –                          | 1                          | 0               | 1               | 0     | [ 190 ] |      |
| 1996      | 12    | 0                     | –                     | –              | 2              | 0                          | 6                          | 0               | 20              | 0     | [ 190 ] |      |
| 1997      | 6     | 0                     | –                     | –              | –              | –                          | 5                          | 0               | 11              | 0     | [ 190 ] |      |
| 1998      | 1     | 0                     | –                     | –              | 3              | 0                          | 7                          | 0               | 11              | 0     | [ 190 ] |      |
| 1999      | 15    | 0                     | 8                     | 0              | 19             | 0                          | 17                         | 0               | 59              | 0     | [ 190 ] |      |
| 2000      | –     | –                     | 2                     | 0              | 14             | 0                          | 23                         | 0               | 39              | 0     | [ 190 ] |      |
| 2001      | 14    | 0                     | –                     | –              | 16             | 0                          | 9                          | 0               | 39              | 0     | [ 190 ] |      |
| 2002      | 19    | 0                     | 2                     | 0              | –              | –                          | 20                         | 0               | 41              | 0     | [ 190 ] |      |
| 2003      | 30    | 0                     | 5                     | 0              | 2              | 0                          | 9                          | 0               | 46              | 0     | [ 190 ] |      |
| 2004      | 5     | 0                     | 6                     | 0              | –              | –                          | 8                          | 0               | 19              | 0     | [ 190 ] |      |
| 2005      | 22    | 0                     | –                     | –              | 9              | 0                          | 10                         | 0               | 41              | 0     | [ 190 ] |      |
| 2006      | 4     | 0                     | –                     | –              | 2              | 0                          | 8                          | 0               | 14              | 0     | [ 190 ] |      |
| 2007      | –     | –                     | 1                     | 0              | –              | –                          | 13                         | 0               | 14              | 0     | [ 190 ] |      |
| 2008      | 37    | 0                     | 4                     | 0              | 3              | 0                          | 16                         | 0               | 60              | 0     | [ 190 ] |      |
| 2009      | 35    | 0                     | –                     | –              | 10             | 0                          | 10                         | 0               | 55              | 0     | [ 190 ] |      |
| 2010      | 13    | 0                     | 6                     | 0              | 1              | 0                          | 16                         | 0               | 36              | 0     | [ 190 ] |      |
| 2011      | 19    | 0                     | 2                     | 0              | 2              | 0                          | 4                          | 0               | 27              | 0     | [ 190 ] |      |
| Total     | Total | 232                   | 0                     | 36             | 0              | 83                         | 0                          | 182             | 0               | 533   | [ 190 ] | 0    |

1. ↑  Estão inclusos jogos da Copa Libertadores da América, Copa CONMEBOL, Copa Mercosul, Copa Sul-Americana e Copa Intercontinental
2. ↑  Estão inclusos jogos do Campeonato Paulista, Torneio Rio–São Paulo, Copa dos Campeões, Taça Maria Quitéria, Reebok Cup e Amistosos

### Seleção Brasileira
| Seleção | Ano   | Jogos | Gols | Ref.    |
| ------- | ----- | ----- | ---- | ------- |
| Brasil  | 1999  | 1     | 0    | [ 123 ] |
| Brasil  | 2001  | 11    | 0    | [ 123 ] |
| Brasil  | 2002  | 13    | 0    | [ 123 ] |
| Brasil  | 2003  | 1     | 0    | [ 123 ] |
| Brasil  | 2004  | 1     | 0    | [ 123 ] |
| Brasil  | 2005  | 2     | 0    | [ 123 ] |
| Brasil  | Total | 29    | 0    | [ 123 ] |

## Títulos
Palmeiras
- Campeonato Paulista Sub-20: 1992[191]
- Campeonato Paulista: 1993, 1994, 1996 e 2008[2]
- Torneio Rio–São Paulo: 1993 e 2000[2]
- Campeonato Brasileiro - Série A: 1993 e 1994[2]
- Copa do Brasil: 1998[2]
- Copa Mercosul: 1998[2]
- Copa Libertadores da América: 1999[2]
- Copa dos Campeões: 2000[2]
- Campeonato Brasileiro - Série B: 2003[192]

Seleção Brasileira
- Copa América: 1999[192]
- Copa do Mundo FIFA: 2002[192]
- Copa das Confederações FIFA: 2005[192]

### Outras conquistas
Palmeiras
- Torneio Lev Yashin: 1994[192]
- Copa Euro-América: 1996[192]
- Taça Governador de Goiás: 1997[192]
- Taça Maria Quitéria: 1997[192]
- Troféu Naranja: 1997[192]
- Taça Pedreira: 2002[191]
- Troféu Aniversário de 100 Anos de Paulo Coelho Netto: 2002[191]
- Taça 125 Anos do Corpo de Bombeiros: 2005[191]
- Taça Osvaldo Brandão: 2009[191]

### Prêmios individuais e honrarias
- Melhor jogador da Copa Libertadores da América: 1999[39][192]
- Revelação da Copa Libertadores da América: 1999[192]
- Melhor jogador da final da Copa Libertadores da América: 1999[192]
- Melhor goleiro do Campeonato Paulista pela FPF: 1999[192]
- Melhor goleiro do Torneio Rio-São Paulo: 2000[192]
- Terceiro melhor goleiro da Copa do Mundo FIFA: 2002[192]
- Quarto melhor goleiro do mundo, pela IFFHS: 2002[192][193]
- Melhor jogador do Campeonato Brasileiro da Série B: 2003[192][194]
- Medalha da Ordem Nacional do Mérito no grau de cavaleiro: 2002[195]
- Troféu Mesa Redonda de melhor goleiro do Campeonato Brasileiro: 2008[196][192] e 2009[197][192]
- Terceiro jogador mais popular do mundo pela IFFHS: 2008[198]
- Jogador que mais atuou no Estádio Palestra Itália: 2010[199][192]
- Medalha de Honra ao Mérito Desportivo concedida pela Presidência da República: 2012[200][192]
- Terceiro melhor goleiro da história do futebol brasileiro pela Bleacher Report: 2013[201][192]
- Melhor goleiro da história do futebol brasileiro pelo site da Placar: 2014[202]
- Seleção de todos os tempos do Palmeiras pelo site da ESPN Brasil: 2014[203]
- Busto de bronze nas alamedas da sede social do Palmeiras: 2015[204]

### Livros e revistas
- Campos Jr., Celso de (2011). São Marcos De Palestra Italia. São Paulo: Realejo. ISBN 978-8599905487
- Marinho, Mario; Natacci, Silvio (2016). «Grandes ídolos do esporte: São Marcos – A sua impressionante trajetória, sua vida, sua carreira, seus títulos, todos os jogos, curiosidades» 2ª ed. On Line. ISBN 978-85-432-1263-0
- Reis, Marcos; Beting, Mauro (2012). Nunca fui santo: O livro oficial do Marcos 1ª ed. São Paulo: Universo dos Livros. ISBN 978-8579302893
- Simon, Luís Augusto (2010). Os 11 Maiores Goleiros do Futebol Brasileiro. São Paulo: Contexto. ISBN 978-85-7244-473-6
- Tozzi, Daniel (novembro de 2003). «Santo Forte». Placar. Abril. Consultado em 11 de janeiro de 2022

### Entrevistas
- Igor Cavalari e Thiago Marques (outubro de 2021). «MARCOS - Podpah #232». Podpah (Podcast). YouTube. Consultado em 20 de agosto de 2022
- Benjamin Back (29 de outubro de 2024). «MARCÃO | BENJA ME MUCHO #100». Benja Me Mucho (Podcast). YouTube. Consultado em 31 de outubro de 2024

### Documentários
- Santo Marcos. Prime Video. 2013. Consultado em 20 de agosto de 2022